# Axel Fredrik Törner
Fredrik Törner, född 14 augusti 1868 i Växjö stadsförsamling, Kronobergs län, död 29 april 1953 i Motala församling, Östergötlands län, var en svensk häradshövding i Aska, Dal och Bobergs domsaga. Häradshövdingen med fru Ingrid f Engström, bodde och verkade i "nya" Tingshuset i Motala mellan 1910 och 1938.
Fredrik Törner var även under många år Stadsfullmäktiges ordförande i Motala. 

## Biografi
Fredrik Törner föddes 1868 i Växjö stadsförsamling och hans far var läroverksadjunkten fil. d:r  Axel Georg Gustaf Törner från Växjö och mor Ester Maria Catharina af Ekenstam. Mogenhetsexamen i Växjö 1887; student i Lund s.å; preliminärexamen 1888; hovrättsexamen 1892. Fredrik var häradshövding i Aska, Dals och Bobergs domsaga, huvudman i och ledningen av styrelsen för Motala Sparbank sedan 1915; ledningen och ordförande i styrelsen för Östergötlands Enskilda banks avdelningskontor i Motala sedan 1918; inspektor vid Motala högre samskola och samgymnasium; huvudman i Motala Museum 1921; medstiftare av Motala Ortens Sparbank. Törner var även riddare av Nordstjärneorden och riddare av Vasaorden. Han avled 1953 i Motala församling.